# Havoc ('ramp)
havoc is een studioalbum van 'ramp, eenmansband van Stephen Parsick.

## Inleiding
Opnamen voor dit album begonnen gelijktijdig met die voor happy days are here to stay en arp-en-ciel. Bij de beëindiging daarvan was niet zeker welke muziek op welk album terecht zou komen. Parsisck zocht hulp bij nichegenoot Mark Shreeve van Redshift, maar vernam dat die er niet meer naar kon luisteren; hij overleed in augustus 2022.  Parsick ging vervolgens verder met het klaarmaken van het album (opnemen, produceren etc.) en bracht het in 2024 als eerbetoon aan Mark Shreeve (alsnog) uit.

## Musici
- Stephen Parsick – analoge synthesizers, sequences, toetsinstrumenten, mellotron, tape, loops, omgevingsgeluiden

## Muziek
| Nr. | Titel         | Duur  |
| --- | ------------- | ----- |
| 1.  | fallen giants | 23:00 |
| 2.  | wreak         | 31:00 |
| 3.  | havoc         | 25:00 |

Fallen giants is in de stijl van het album Ricochet van Tangerine Dream met mellotron doorsneden met de sequencer. Wreak verwijst naar de periode van Tangerine dream daarvoor met meer psychedelische invloeden. Havoc, opgedragen aan Shreeve, is een soort wedstrijd tussen de lange tonen (drones) van de mellotron en de opdringerige sequencer, de stijl die Shreeve ook hanteerde. Het album verscheen in een oplage van 111 stuks en ging daarna verder als digitaal album (download).